# 迪瓦特河
迪瓦特河（法語：Divatte，法語發音：[divat]）是法国卢瓦尔河地区大区曼恩-卢瓦尔省与大西洋卢瓦尔省的河流，是卢瓦尔河的左支流，长31.5千米，发源自埃夫尔河畔蒙特勒沃，于拉瓦雷讷流入卢瓦尔河。